# 법과학

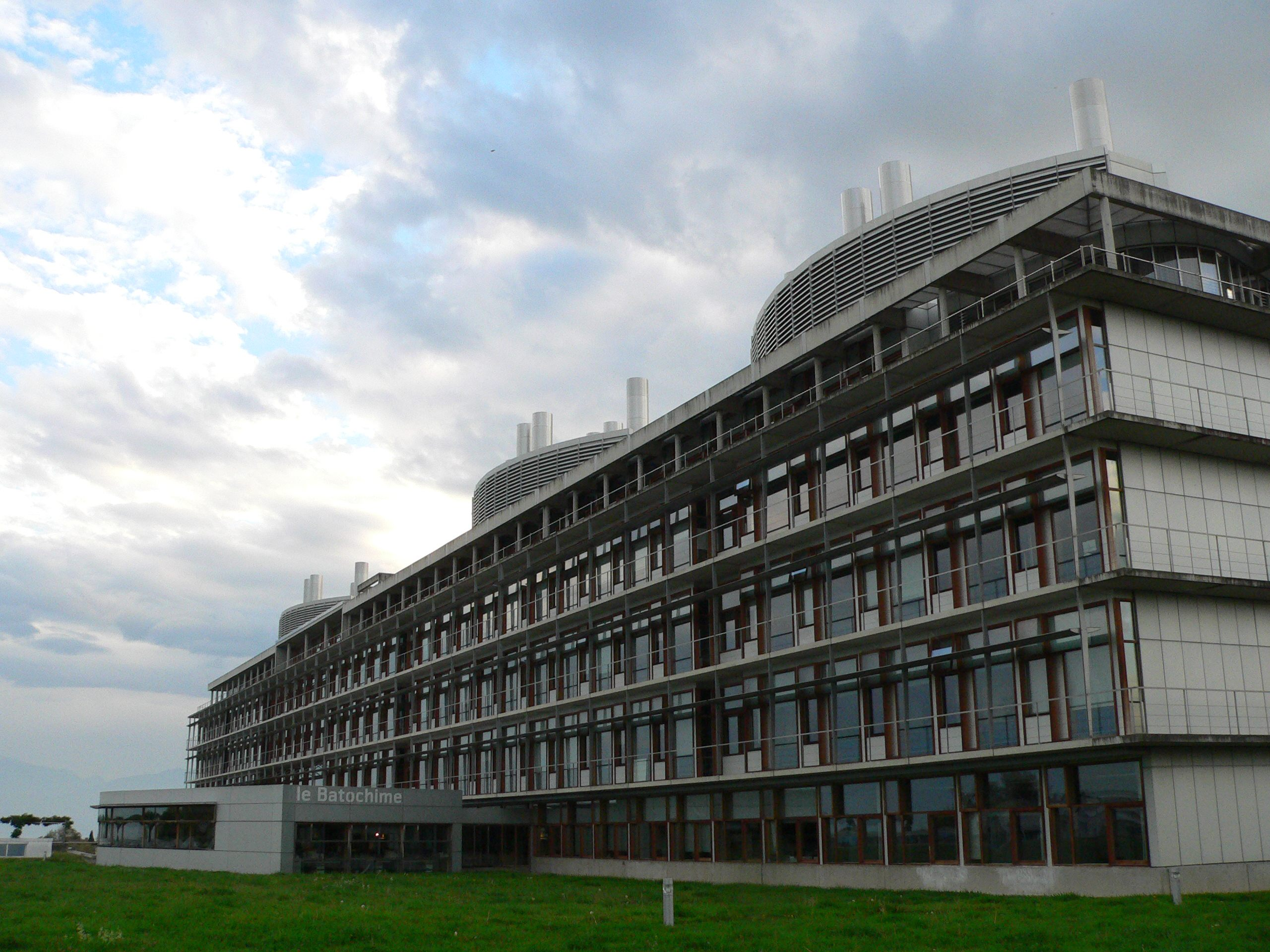
스위스 로잔 대학교의 형사사법대학교(School of Criminal Justice)는 세계에서 가장 오래된 포렌식 교육기관이다.

법과학(法科學, forensic science)는 과학적 범죄 수사 방법을 말한다. 포렌식, 포렌식 수사라고도 한다. 미국에는 2010년 기준 12,000명 이상의 포렌식 전문가가 있다. 국내에서는 1979년 최초로 '거짓말 탐지기'를 도입하면서 본격적인 과학수사가 시작되었다.

## 어원
포렌식(Forensic)은 "포럼(forum)의 또는 포럼에 의한"이란 뜻이다. 로마시대 당시 형사재판에서는, 오늘날 미국의 대배심과 같은, 포룸 (로마)의 토론을 통해 범죄에 대한 기소를 하였다. 오늘날에는 포렌식을 "법적인(legal)" 또는 "법정과 관련한"이라는 뜻으로 사용된다.
한국에서는 포렌식 사이언스를 법의학(forensic medicine)으로 번역하기도 하지만, 법의학만이 아니라 많은 관련학문을 총체적으로 말하기 때문에, 포렌식 사이언스는 법과학이라고 번역하는 것이 맞다.

## 학회
1948년 미국에 미국 법과학 학회(American Academy of Forensic Sciences)가 창설되어, 법과학 저널(Journal of Forensic Sciences)을 출판하고 있다. 1953년 캐나다 법과학 학회가 생겨 캐나다 법과학 저널을 출판한다. 1960년 영국 법과학 학회가 설립, 약, 과학과 법이란 잡지를 출판한다. 1967년 호주 법과학 학회가 설립되어 호주 법과학 저널을 출판하고 있다.

## 전문과목
- 포렌식 수사
- 법의학(forensic medicine)
- 포렌식 비디오 분석
- 휴대폰 포렌식
- 미세증거(Trace evidence)
- 포렌식 심리학
- 포렌식 DNA 분석
- 포렌식 화학
- 포렌식 고고학
- 범죄통계학
- 컴퓨터 포렌식
- 디지털 포렌식
- 포렌식 회계
- 포렌식 식물학
- 포렌식 공학
- 포렌식 지질학
- 포렌식 지구물리학
- 포렌식 언어학

## 같이 보기
- 컴퓨터 포렌식